# Traducciones rabínicas del Evangelio según Mateo
Las traducciones rabínicas del Evangelio según Mateo son versiones rabínicas del Evangelio según Mateo que están escritas en hebreo; El Evangelio de Mateo en hebreo de Shem Tob, Mateo de Du Tillet, Mateo de Münster, y cualquiera traducción que se haya utilizado en un debate polémico con los católicos.
Estas versiones deben distinguirse del Evangelio de los Hebreos, que fue una o más obras encontradas en la Iglesia primitiva, pero que sobrevivió solo como citas fragmentarias en textos griegos y latinos.
Algunos eruditos consideran que todas las versiones rabínicas están traducidas del griego o latín del canónico Mateo, con el propósito de la apologética judía. Esta conclusión no es exclusiva. Otros estudiosos han proporcionado evidencia lingüística e histórica de Mateo de Shem Tov proveniente de un texto hebreo mucho más temprano que luego fue traducido al griego y a otros idiomas. El autor cristiano primitivo Papias escribió alrededor del año 100 que "Mateo compuso su historia en el dialecto hebreo, y todos la tradujeron a como el pudo".

## Versiones rabínicas judías

### Primeras citas rabínicas de Mateo, 600-1300
Se pueden encontrar citas de traducciones hebreas de partes de varios libros del Nuevo Testamento, incluidas las epístolas de Pablo, en tratados rabínicos contra el catolicismo. Estos tratados se multiplicaron donde los judíos vivían cerca de los cristianos, como España antes de la expulsión de los judíos de España en 1492.
- Sefer Nestor ha-Komer; "El libro de Néstor el sacerdote", siglo XVII. Contiene citas significativas de Mateo, aparentemente de un texto latino.[4]
- Toledot Yeshu; "La vida de Jesús", siglo XVII.
- Milhamoth ha-Shem; "Las guerras del Señor", de Jacob Ben Reuben, siglo XII, en donde cita textos entre los que se incluye Mateo 1:1-16, 3:13-17, 4:1-11, 5:33-40, 11:25-27, 12:1-8, 26:36-39, 28:16-20.
- Sefer Nizzahon Yashan; "El libro de la Victoria", siglo XIII.
- Sefer Joseph Hamekane; "El libro de José el Oficial" del rabino José ben Nathan, siglo XIII (París MS).
- Una antología polémica del siglo XIII (Paris MS).[5]

Jean Carmignac (París 1969, BNES 1978) identificó cincuenta traducciones hebreas de la Oración del Señor de los siglos IX al XVIII. La mayoría de los estudiosos consideran que los manuscritos hebreos medievales se derivan de la traducción de manuscritos griegos o latinos medievales, y por lo tanto, es extremadamente improbable que alguna de las lecturas únicas encontradas en estos manuscritos hebreos medievales pueda ser antiguas.
Cuatro versiones principales en hebreo rabínico de Mateo han sobrevivido o han sobrevivido parcialmente:

### El Evangelio según Mateo de Shem Tob
El Evangelio de Mateo de Shem Tov (o Mateo de Shem Tob) consiste en un texto completo del Evangelio de Mateo en el idioma hebreo que se encuentra entre los comentarios anticatólicos en el volumen 12 de un tratado polémico Piedra Probada (c.1380-85) de Shem Tov ben Isaac ben Shaprut (Ibn Shaprut), un médico judío que vivió en Aragón, cuyo nombre lleva la versión. Shem Tov debatió sobre el pecado original y la redención del cardenal Pedro de Luna (más tarde antipapa Benedicto XIII) en Pamplona, el 26 de diciembre de 1375, en presencia de obispos y sabios teólogos. Nueve manuscritos de Piedra Probada sobreviven, aunque si alguna vez existió una versión independiente del texto de Mateo utilizado por Ibn Shaprut, se pierde.

## Obras
- Brown, Raymond E (1997). An Introduction to the New Testament, Anchor Bible. ISBN 0-385-24767-2.
- Gordon, Nehemia (2005). The Hebrew Yeshua vs. the Greek Jesus. Hilkiah Press. ISBN 0-97626-370-X.
- Howard, George (1995). Hebrew Gospel of Matthew (2a. edición). Macon: Mercer University Press. ISBN 0-86554-442-5.

- Datos: Q7278558